# József Balla
József Balla, född den 27 juli 1955 i Szöreg, Ungern, död 18 mars 2003 i Kecskemét, var en ungersk brottare som tog OS-silver i supertungviktsbrottning i fristilsklassen 1976 i Montréal och på nytt i samma viktklass 1980 i Moskva.